# Theodor Beinhauer (Politiker, 1772)
Justus Theodor Beinhauer (* 27. Februar 1772 in Hundelshausen; † 15. Januar 1833 in Rhoden) war ein deutscher Apotheker, Gutsbesitzer, Bürgermeister und Politiker.

## Leben
Beinhauer war der Sohn des Pfarrers Christian Heinrich Beinhauer (* 2. Dezember 1730 in Germerode; † 30. Oktober 1779 in Hundelshausen) und dessen Ehefrau (Anna) Catharina Maria geborene Diederich (* 25. Dezember 1743 in Kassel; † 24. März 1812 in Großalmerode). Er heiratete am 24. Oktober 1797 in Großalmerode Luise Marie Henriette Hilke (Hilcken) (* 28. Juni 1778 in Rhoden; † 20. Mai 1859 ebenda), die Tochter des Apothekers Huldreich Philipp Hilcken und dessen Ehefrau Marie Christiane Elisabeth geborene Thon. Aus der Ehe ging der Sohn Karl Adolf Theodor Beinhauer (1811–1893) hervor. Dessen Sohn Theodor Beinhauer wurde genauso Landtagsabgeordneter wie der Neffe Conrad Wilhelm Beinhauer und der Großneffe Wilhelm Albert Beinhauer.
Beinhauer war in den Jahren 1803 bis 1804 Apotheker in Rhoden und Pächter des Gutes Prinz Georgs von Waldeck, dann nur noch Gutsbesitzer. 1815 bewarb er sich gleichzeitig in Rhoden, Arolsen und Mengeringhausen um eine Stelle als Frucht- und Gelderheber. Von Anfang 1816 bis Anfang 1818 amtierte er als Bürgermeister der Stadt Rhoden. Als solcher war er gleichzeitig Mitglied des Landstandes des Fürstentums Waldeck.
1820 wurde er als Apotheker genannt. Die Apotheke in Rhoden übergab er im Februar 1821 an den Apotheker Carl Köhler. Aus dem Jahr 1832 ist ein Konzessionsgesuch um die Apotheke in Sachsenhausen überliefert. 1833 wurde er als Gutsbesitzer in Wethen genannt.